# 日本的兒童色情製品
自1999年《兒童買春、兒童色情關係行為等處罰及兒童保護等相關法律》生效以來，日本仍然存有廣義的兒童色情製品。有關產品包括年少偶像相關作品:5:5和模拟儿童色情:5:12，它們由於沒包含真人或直接顯露出性部位，故根據當地法律，難以認定為違法。在法例生效之前，少女裸體寫真集和性行為攝影相關產品仍然能在日本找到。
這些物品透過不同形式發行，這包括DVD、雜誌、網站、視像、寫真集、錄影帶。日本雖已致力打擊兒童色情製品，但联合国的特别报告员和美国国务院的《国别人权报告》仍批評日本的有關情況:5。

## 背景
在1985年之前，日本並沒有把攝有少女陰裂的照片定為淫穢的先例，少女裸體寫真集於1990年代仍在當地大賣，關西的黑市於1980年代仍有在售賣攝有真實兒童發生性行為的錄影帶。
日本在1996年於斯德哥爾摩參與了首屆「反對商業性剝削兒童」的國際會議，並在會上受到各國譴責。於是在國際壓力影響下，日本國會在1998年通過《兒童買春、兒童色情關係行為等處罰及兒童保護等相關法律》，並在次年5月26日正式頒布，同年11月1日實行。
此一法律並沒有把模擬兒童色情認定為違法。法案當初提出時，所涵蓋的範圍除了真實的兒童所出演的製品外，亦包含純繪製的兒童色情製品。但在漫畫業界的反對之下最終不涵蓋之。到了2005年，法務大臣森山真弓及一眾議員開始主張應加強規管純繪製的模拟儿童色情製品。不過在2014年修訂法例時，重視表達自由的民主党、连结党在與另外三黨（公明黨、自民党、日本維新之會）協商後，一致決定在法例中不把模拟儿童色情製品視為規管對象。
联合国的特别报告员在2016年提到，社會容許兒童參與年少偶像產業是兒童性剝削的主因:6。

## 作品類型

### 1999年之前違法

#### 性行為相關作品
1982年推出的作品《水手服與卡賓槍》（セーラー服とカービン銃）仍為日本無碼兒童色情界的先驅，不過這部作品的女優據推算為16-17歲左右。
由幼童出演的無碼色情作品於日本較為罕見；這類型的作品在1999年之前已被日本當局認定為違反《兒童福利法》和《猥褻物頒佈等罪》。1983年開始流通的《處女之泉》（処女の泉）攝有13歲少女與成年男性發生性行為的場景，雖然這部作品於半年後被檢舉，但小規模的市場仍然存在，市面上之後亦出現了《蘿莉塔 雅代 & 忍》（ロリータ雅代 & しのぶ）、《老人與少女與性》（老人と少女と性）、《插入12》（インサート12）等同類作品。不過由於日本方面嚴格地規管有關作品，故1986到1994年之間就很少再有新作。之後在2000年左右，由於互聯網興起，《關西援交》系列開始在日本廣為流傳，其以拍攝跟中小學生發生性行為的場景作主打，警方及後介入事件，逮捕製片人。

### 1999年之前合法

#### 少女裸體寫真集
少女裸體寫真集在1970年開始於日本盛行，初時的作品並沒有以蘿莉控為其主要針對客群，反而整體風格較接近天然主義。不過到了1970年代後半葉，業界開始跟進蘿莉控熱潮，致使有關寫真集走向色情路線。到了1980年代，業界終意識到少女裸體作品有着龐大的需求，於是相關作品的供給量亦顯著上升。在這段期間，日本出版了100部以上的少女裸體寫真集，並出現了首本蘿莉塔專門誌《Hey! Buddy》。《Hey! Buddy》9月増刊號《蘿莉控LAND 8》（ロリコンランド8）和另一本少女裸體寫真集《小蕃茄 42》（プチトマト 42）及後被警視廳保安一課下令回收禁售，與此同時亦發生了宮崎勤事件，致使少女裸體寫真集步入低谷。
但是到了1990年代，曾經步入低潮的少女裸體寫真集又再次獲得了人氣，標誌着第二次蘿莉控熱潮的到來。1988年12月創刊的少女裸體專門誌《Alice Club》擁有發行8萬本的記錄。此後當地實施了《兒童買春、兒童色情關係行為等處罰及兒童保護等相關法律》，令刊有兒童裸體的寫真集不能夠正式發行。在法例實施前夕，不少人為了購買少女裸體模特兒西村理香的作品而大排長龍。

#### 裸體視像作品
《步美11歲 細小的誘惑》（あゆみ11歳 小さな誘惑）為日本首部攝有兒童裸體的視像作品，當中講述一名青年跟少女遊玩後看上了她，卻因為少女的母親而接近不了她的故事。最後少女在入浴途中突然站在陽台上，以裸體的姿態跟青年告別。除此之外，像清岡純子和力武靖般的少女裸體寫真攝影家仍會拍攝印象影片作品。

### 至今仍然合法

#### 年少偶像
聯合國秘书处特别报告员把年少偶像的寫真集和寫真DVD視為「兒童虐待材料」，亦即兒童色情製品:5。截至2016年為止，秋葉原等地的商店依然能夠售賣相關商品:24。不過由於種種限制的關係，所以2016年之後已少有年少偶像再推出寫真DVD及寫真集，即使之後亦有一些年少偶像繼續推出寫真作品。
在1999年之後，年少偶像產業便開始興起。有關作品會透過各種形式發行，比如DVD、雜誌、網站、視頻、寫真集。聯合國特别报告员和《紐約時報》皆表示，這些產品能使人對未成年人產生性興奮:5。女性年少偶像的部分寫真作品會拍攝她們身穿「校服、連身衣、比基尼」的樣子，此外也有Cosplay成女僕和格鬥少女的例子。一些女性年少偶像會在作品中坐在浴缸上前後磨擦、露出臀部、以身穿運動服或緊身衣的姿態坐在平衡球上。這些沒有明確性行為或露出性器官的內容稱作「非裸情色」（着エロ）。男子年少偶像的映像內容包括在沙灘上半裸地表演空手道或玩弄沙灘排球、以只穿著褌或白色三角褲的模樣出現在鏡頭前、在鏡頭前穿上校服短褲、以穿有泳裝的樣子玩沙或浴室玩具。

#### 模擬兒童色情
聯合國秘書處特別報告員把以幼童為性對象的色情向ACG作品視為「兒童色情製品」:5。
「蘿莉控風潮」自1980年開始席捲日本，許多成人漫畫因為加入了蘿莉外表的角色而大受歡迎。「蘿莉控漫畫」以短篇故事為主，並以同人誌或專門誌的形式出版。後者包括《檸檬人》 、《漫畫Burikko》、《COMIC LO》（「LO」是指英文中「Lolita Only」之意）等雜誌。該些故事以禁忌的性愛關係作主打，比如師生間、兄妹間的性與戀愛關係；此外也有以幼童間的性實驗為主題的作品。一些蘿莉控漫畫混集了其他變態題材，例如變裝及扶他那裡。
正太控主要是指那些描繪成具有年輕男孩外表的角色。其主要是指那些描繪成具有年輕男孩外表的角色。這些角色包括有尚未進入青春期發育的少年，或者是外表仍十分年幼、但年齡可能已經是青少年或者成人的角色等等。正太類型的變態作品主要是以年輕男孩的性愛場景為主，不過和其他類型的變態作品相比在情色內容上通常較為婉轉，同時也較為強調故事情節的成分。

## 反應

### 日本政府
日本政府在1985年開始對部分少女裸體寫真集採取行動。
宮崎勤事件引起大眾對「有害漫畫」的道德恐慌，且「驅使地方當局对零售商和出版商進行取缔行動，大型企業也是行動的目標，並抓了一些同人誌創作者」。
日本國會為了回應社會狀況和國際壓力，而於1998年通過了《兒童買春、兒童色情關係行為等處罰及兒童保護等相關法律》。相關法例於2004年和2014年兩度收緊。不過由於日本漫畫家及動畫監督以損害表達自由為由，反對把此法律擴展至ACG產業，以及國會內取得「不把模擬兒童色情製品視為規管對象」的共識，故其至今仍沒有涵蓋ACG產業。
日本警方會就真實兒童的色情制品，以及年少偶像的過激作品採取執法行動。警察厅已向都道府县警察提供指引，告诉他们如何开展工作。他們自2002年起亦引進了兒童色情自動搜尋系統——一個用于协助调查儿童色情制品的中央图像数据库:11。

### 联合国
2008年，联合国儿童基金会於日本發起了一項運動——「向儿童色情制品说『不』」，當中向日本政府提交了10萬多個簽名，要求日本政府修改其兒童色情制品法，加強對兒童色情制品的管制，其中包括要求把持有年少偶像相關制品認定為違法。
联合国的特别报告员在2016年發表了一份報告，當中提出了一系列改善建議，包括改革司法制度，致使受害人更容易把事件推入司法程序；把模擬兒童色情刑事化；把線上觀看及存取兒童色情刑事化:19-20。

### 美国
美国国务院民主、人权与劳工事务局於2014年發表的《國別人權報告》中，稱日本為「生产和贩运儿童色情制品的国际枢纽」，並以持有兒童色情制品還沒違法作有關理據。它在2019年的報告中亦指日本「為拐賣者剝削兒童和製作兒童色情製品的站點」。

### 書刊
- 佐野良酔. . アップル通信 (三和出版). 1985-09-01,. 1985年9月号: 43 – 46.
- 『宝島30』1994年9月号、宝島社、1994年9月8日。
  - 青山正明; 志水一夫; 斉田石也. . 宝島30: 138 – 145.   [2020-12-11]. （原始内容存档于2021-02-01）.
  - 青山正明. . 宝島30: 164 – 168.   [2020-12-11]. （原始内容存档于2021-02-01）.
- 高月靖. . バジリコ. 2009-10-26. ISBN 978-4-86238-151-4.
- 園田寿.  初版. 日本評論社. 1999-12-10. ISBN 4-535-51216-7.
- 森山真弓; 野田聖子.  初版. ぎょうせい. 2005-03-10. ISBN 4-324-07587-5.